# Jonathan Nicoll Havens
Jonathan Nicoll Havens (* 18. Juni 1757 in Shelter Island, Suffolk County, Provinz New York; † 25. Oktober 1799 ebenda) war ein US-amerikanischer Politiker. Zwischen 1795 und 1799 vertrat er den Bundesstaat New York im US-Repräsentantenhaus.

## Werdegang
Jonathan Nicoll Havens wuchs während der britischen Kolonialzeit auf und studierte klassische Altertumswissenschaft. 1777 graduierte er am Yale College. Zwischen 1783 und 1787 war er Stadtschreiber (town clerk) von Shelter Island. Er saß zwischen 1786 und 1795 in der New York State Assembly. Während dieser Zeit ratifizierte er am 8. Januar 1788 die Verfassung der Vereinigten Staaten. Die Steigerung der Volksbildung war für ihn von großer Bedeutung. In diesem Zusammenhang hatte er 1795 den Vorsitz im Ausschuss für die Errichtung von öffentlichen Schulen in New York. Im selben Jahr war er Friedensrichter in Suffolk County. Als Gegner einer zu starken Zentralregierung schloss er sich in jener Zeit der von Thomas Jefferson gegründeten Demokratisch-Republikanischen Partei an. Bei den Kongresswahlen des Jahres 1794 wurde Havens im ersten Wahlbezirk von New York in das damals noch in Philadelphia tagende US-Repräsentantenhaus gewählt, wo er am 4. März 1795 die Nachfolge von John Watts antrat. Er wurde zwei Mal in Folge wiedergewählt. Er verstarb während seiner letzten Amtszeit am 25. Oktober 1799 in Shelter Island und wurde dann dort auf dem südlichen Friedhof der Presbyterian Church beigesetzt.